# دوقرة (الزرقاء)
دوقرة منطقة سكنية تقع في لواء الهاشمية، محافظة الزرقاء في الأردن. تنتمي المنطقة لقضاء الهاشمية (الأردن) الذي يضم 12 منطقة. يقدر عدد سكانها بـ 2933 نسمة حسب إحصاء 2015.

## الوصلات الخارجية
- دائرة الاحصاءات العامة